# W Apodis
W Apodis är en långsam irreguljär variabel av LB-typ i stjärnbilden Paradisfågeln. 
Stjärnan har visuell magnitud +9,79 och varierar med en amplitud av 0,28 och en period av 116,279068 dygn.